# Kohné József
Cohné József, (később: Kondor József; névváltozat: Coné Oman Israel (Szentpéterúr, 1832. január 12. – Budapest, 1903. január 3.) rabbi.

## Életpályája
Kohn Adolf és Ábrahám Fanni fia. Tanulmányainak elvégzése után Aradon működött mint a hitközség vallástanára. Innen Fogarasra került. 1883-ban névváltoztatási kérelmet nyújtott be saját és gyermekei családnevére vonatkozóan. Ekkor Herczegi névre magyarosítottak, majd két évvel később Kondorra változtatták nevüket. A Pesten megjelent Ungarische Israelit című lapnak állandó munkatársa volt. Írt tankönyvet, egy novellát Juden der Revolution címen (Arad, 1880) és egy színdarabot Unsere Dienstboten címmel (Arad, 1891).

## Művei
- Philosophia geneseos (Prága, 1862)
- Az emberi jog vagy a zsidó és a pénz (hitszónoklat, Nagyszeben, 1868)
- Egység és elválás (Fogaras, 1869)
- A hármas alap (Budapest, 1874)

## Családja
Felesége Mandl Anna (1841–1917) volt.
Gyermekei:
- Kondor Alfréd (Fogaras, 1868. május 8. − Stockholm, 1932. július 25.).[5] Felesége Bányász Erzsébet, Elza (1877–?).
- Kondor Ottó (1869–1922) kereskedő. Felesége Müller Nelly.
- Kondor Flóra, férjezett Benkő Mórné.
- Kondor Blanka (1878–1959) szakíró, iparművész, férjezett Simon Norbertné.